# نيماتودا واخزة
النيماتودا الواخزة هو جنس من الديدان الإسطوانية، تعتبر من النيماتودا الممرضة والمدمرة للنبات. تزدهر هذة النيماتودا في الترب الرملية الخفيفة خصوصاً المناطق الساحلية في أمريكا الشمالية والوسطى وأستراليا. في الدول العربية توجد Belonolaimus longicaudatus في السعودية فقط لملائمة الظروف البيئية.
لهذة النيماتودا مدى عوائلي واسع يشمل قصب السكر والحشائش والمحاصيل العلفية والخضروات والقطن وفستق الحقل وفول الصويا والأشجار كالحمضيات والأعناب. تمتد الخسائر في المحاصيل على كثافة النيماتودا في التربة والتي يمكن أن تقضي تماماً على المحصول في الكثافات العالية.
هذة النيماتودا من بين أطول أنواع النيماتودا حيث تكون بطول 2-3 ملم. النيماتودا خارجية التطفل تهاجم أطراف الجذور وتتغدي على هيولي الخلايا التي تطعنها بالرمح وتفرز فيها إنزيمات محللة. هذة النيماتودا تتكاثر إثر التزاوج حيث تكون الإناث البيض في أزواج تطرحه على التربة ويفقس بعد حوالي 5 أيام. تخرج يرقات الطور الثاني لتصيب جذور العائل من أجل البقاء والنمو. تمر هذة اليرقة بثلاث انسلاخات لتصبح بالغة. تستغرق دورة حياة النيماتودا القصيرة 18 إلى 24 يوماً.

## الأنواع
- Belonolaimus euthychilus
- Belonolaimus gracilis
- Belonolaimus longicaudatus
- Belonolaimus maluceroi
- Belonolaimus maritimus
- Belonolaimus nortoni